# Svinør
Svinør est une île du comté d'Agder, au sud de la péninsule de Norvège. L'île fait partie la municipalité de Lindesnes.

## Description
L'île de 0,3 km2 se trouve immédiatement au sud du continent près du village d'Åvik. L'île forme essentiellement la partie sud du port du village d'Åvik. L'île se trouve à mi-chemin entre la péninsule de Lindesnes à l'ouest et la ville de Mandal à l'est. Le village de pêcheurs est très pittoresque en raison de ses maisons en bois datant des années 1700 et 1800.

## Historique
Svinør était autrefois un port très prospère avec sa propre douane. Le port était un bon port pour protéger les navires par mauvais temps, en particulier près des eaux agitées entourant la péninsule de Lindesnes. Au début des années 1800, il y avait plus de 100 résidents sur la petite île, mais en 1993, le dernier résident permanent a quitté l'île, laissant l'île comme un paradis pour les maisons de vacances qui amènent de nombreux résidents chaque été.

## Galerie

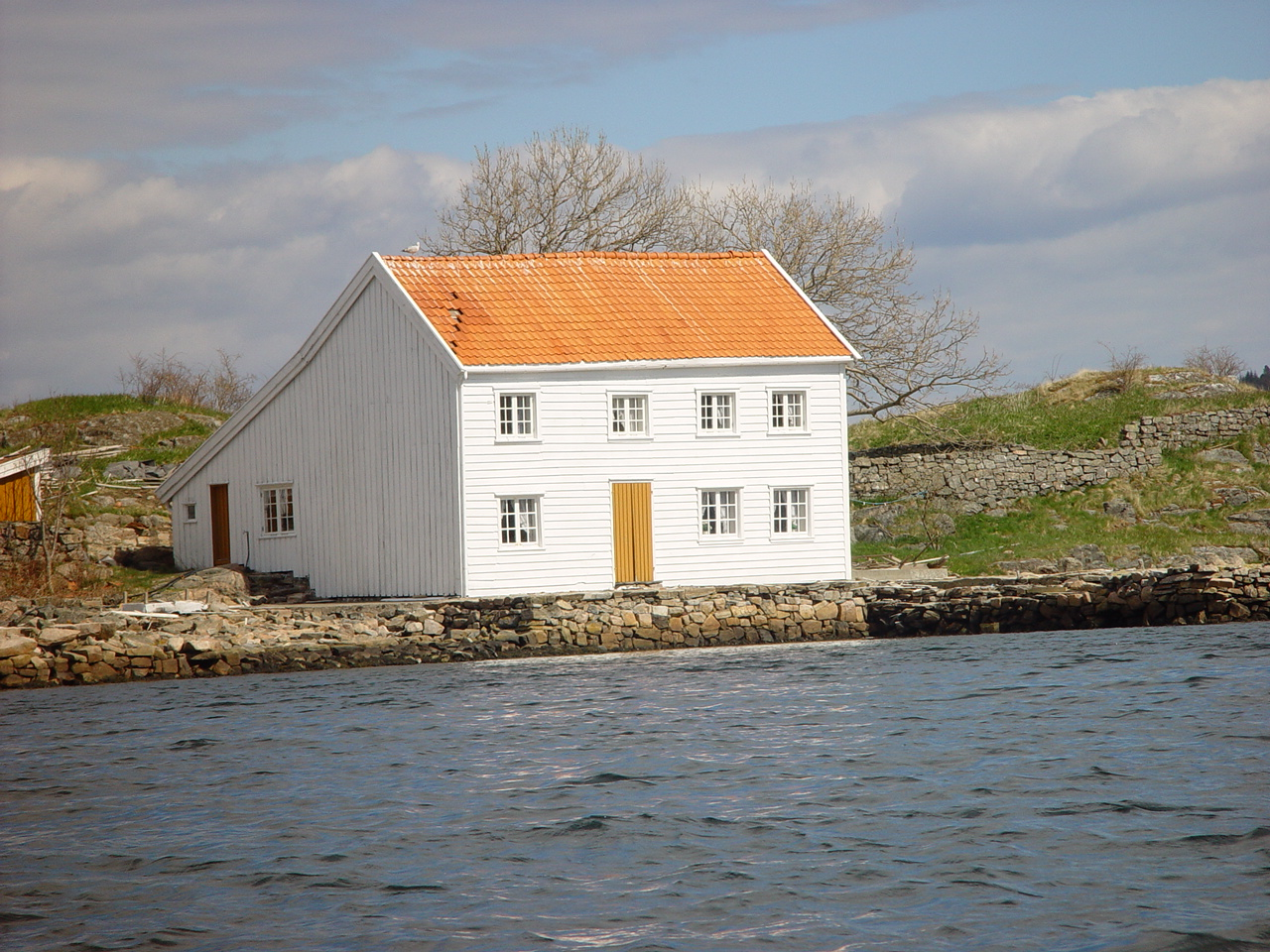
Villa à Svinør
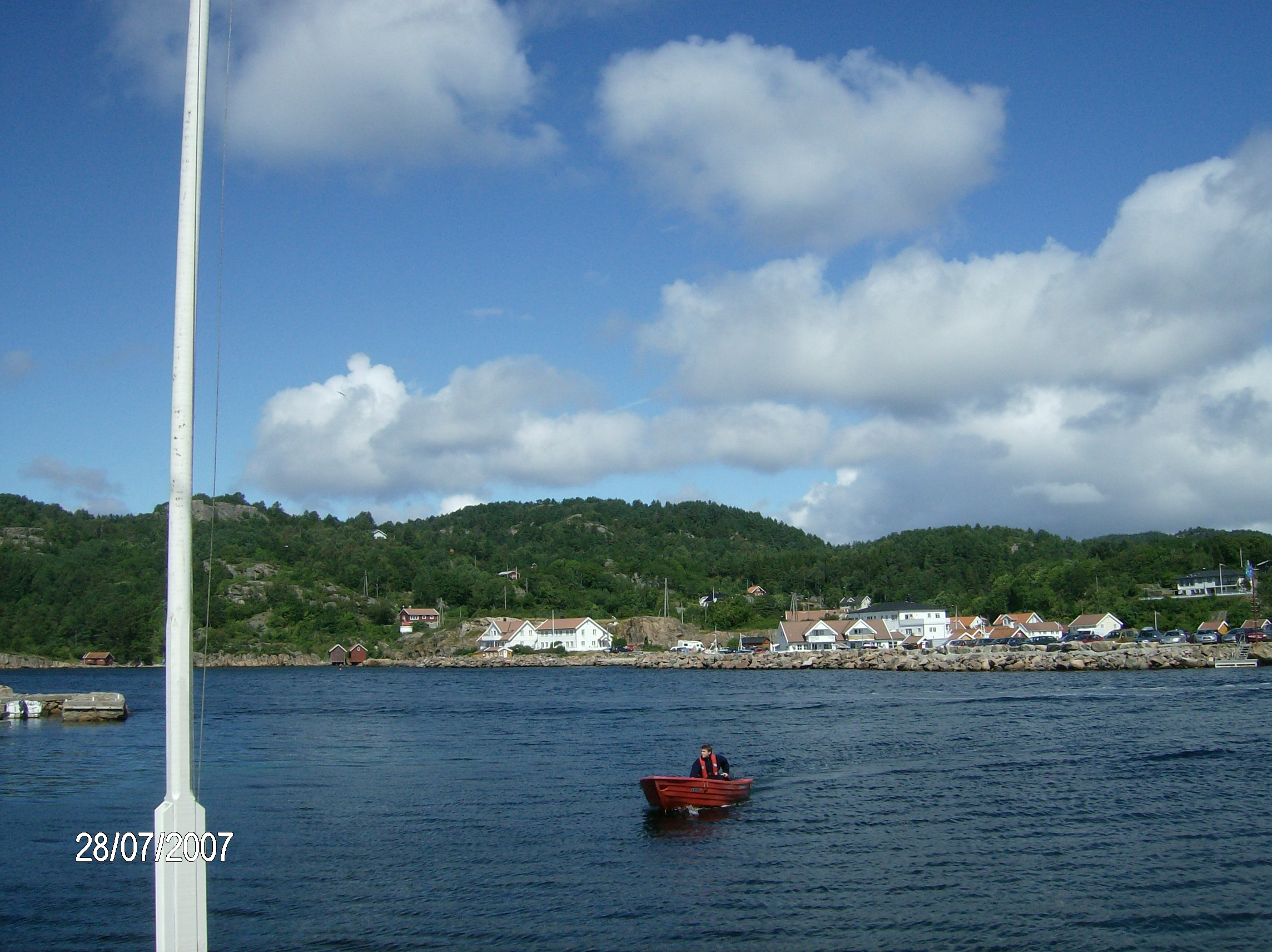
Åvik vue de Svinør